# Fayl-Billot
Fayl-Billot é uma comuna francesa na região administrativa de Grande Leste, no departamento de Haute-Marne. Estende-se por uma área de 42,9 km². Em 2010 a comuna tinha 1 422 habitantes (densidade: 33,1 hab./km²).